# Eormenric
Eormenric ou Irminric est un roi du Kent de 534 à 564 ou de 540 à 580. Il est le père d'Æthelberht, le premier roi anglo-saxon chrétien.

## Biographie
On ne connaît que peu de choses sur ce roi. Grégoire de Tours, dans son Historia Francorum (v. 572), écrit que Berthe, fille du roi franc Caribert Ier, épousa Æthelbert, fils du roi de Kent, montrant ainsi que le père d'Æthelbert est roi de Kent, même si Grégoire ne juge pas nécessaire de le nommer ni de dater le mariage. Bède le Vénérable, dans son Histoire ecclésiastique du peuple anglais, donne la généalogie suivante : « Æthelbert était le fils d’Irminric, fils d’Octa, et après son grand-père Oeric surnommé Oisc, les rois du peuple de Kent sont connus sous le nom d’Oiscings. Le père d’Oeric était Hengist ». Une autre forme de cette généalogie, qui se trouve entre autres dans l’Historia Brittonum, inverse les positions d’Octa et d’Oisc dans la lignée. Ce nom d'Irminric est habituellement écrit Eormenric.
L'ordre de succession des rois de Kent le plus souvent admis est : Hengist, Oeric Oisc, Octa et Eormenric. Oisc est le nom d'un roi saxon qui est nommé lors du récit de la bataille du mont Badon remportée vers 516 par le roi Arthur. On ne sait si Oisc est mort pendant cette bataille, mais il est certain que les envahisseurs anglo-saxons y subissent un sérieux revers, et il n'est pas impossible que certains barbares soient repartis vers le continent. Ce n'est qu'après la mort d'Arthur, vers 530-540, que les invasions peuvent reprendre. Octa a pu pendant toute ou une partie de cette période se réfugier dans les royaumes francs, et y épouser une noble franque. En effet le nom Eormenric et la racine Eormen se retrouvent fréquemment parmi la noblesse franque de l'époque, alors qu'ils sont absents en Angleterre, chez les Jutes et les Frisons à la même époque.
La date de son décès n'est pas certaine. Bède affirme qu'Æthelberht meurt en 616 à la fin d'un règne de cinquante-six ans, ce qui place son avènement, et par conséquent la mort d'Eormenric, en 560. Mais les historiens considèrent avec méfiance cette durée de règne particulièrement longue, d'autant qu'elle induit une chronologie peu compatible avec d'autres dates concernant les enfants d'Æthelberht et de Berthe. Certains estiment que Bède a voulu dire qu'il est mort à l'âge de cinquante six ans. Il en découle une date de décès d'Eormenric plus tardive, vers 580.

## Postérité
Son épouse est inconnue, on sait qu'il a eu comme enfants :
- Æthelberht († 616), roi du Kent ;
- Ricula, mariée à Sledd († 616), roi d'Essex.

### Sources primaires
- (en) Bède le Vénérable, Historia ecclesiastica gentis Anglorum, Londres, Penguin, 1991 (ISBN 0-14-044565-X).
- Grégoire de Tours, Histoire des Francs (lire en ligne).

### Sources secondaires
- (en) Cet article est partiellement ou en totalité issu de l’article de Wikipédia en anglais intitulé « Æthelberht of Kent » (voir la liste des auteurs).
- (en) Mike Ashley, The Mammoth book of British Kings and Queens, Londres, Robinson, 1998 (réimpr. 2000) (ISBN 1-84119-096-9), p. 215.
- (en) Barbara Yorke, Kings and Kingdoms of Early Anglo-Saxon England, Londres, Seaby, 1990, 218 p. (ISBN 1-85264-027-8).